# Buaira
Buaira ou Boeira (em árabe: محافظة البحيرة; romaniz.: Muḥāfāzah Al Buhāyra) é uma província (moafaza) do Egito sediada em Damanhur. Possui 9 826 quilômetros quadrados e segundo censo de 2018, havia 6 337 373 habitantes.